# Bracon ceres
Bracon ceres är en stekelart som först beskrevs av Charles Thomas Brues 1924.  Bracon ceres ingår i släktet Bracon och familjen bracksteklar. Inga underarter finns listade.